# Glypta robsonensis
Glypta robsonensis là một loài tò vò trong họ Ichneumonidae.